# Parastranga macrogona
Parastranga macrogona är en fjärilsart som beskrevs av Edward Meyrick 1910. Parastranga macrogona ingår i släktet Parastranga och familjen vecklare. Inga underarter finns listade i Catalogue of Life.